# Le Prix à payer (film, 2014)
Pour les articles homonymes, voir Le Prix à payer.
Pour plus de détails, voir Fiche technique et Distribution.
Le Prix à payer (titre original : The Price We Pay) est un film documentaire québécois réalisé par Harold Crooks, sorti en 2014. Il est inspiré du livre La Crise fiscale qui vient, de la fiscaliste québécoise Brigitte Alepin.

## Synopsis
Le documentaire porte sur les mécanismes d'évasion fiscale grâce auxquels les multinationales parviennent à ne pas payer des milliards de dollars en impôt. Cette évasion fiscale conduit à un accroissement des inégalités de revenu, et appauvrit les classes moyennes. Le film s'efforce en particulier de montrer le rôle de la place financière de Londres dans cette évasion fiscale en s'appuyant notamment sur l'expertise du Tax Justice Network. 
Le documentaire est raconté par d'anciens Insiders de la finance et de la technologie, des spécialistes, des journalistes et par des militants de la justice fiscale.

## Fiche technique
- Titre : Le Prix à payer
- Titre original : The Price We Pay
- Réalisation : Harold Crooks
- Scénario : Harold Crooks et Brigitte Alepin d'après La Crise fiscale qui vient de Brigitte Alepin
- Production : InformAction Films
- Photographie : Alex Margineanu
- Montage : Louis-Martin Paradis
- Distributeur : Filmoption International
- Pays d'origine : Canada
- Langue : Anglais
- Format : Couleur
- Genre : Documentaire
- Durée : 93'
- Dates de sortie :
  -  Canada : 5 septembre 2014 (Festival international du film de Toronto 2014)
  -  Danemark : 13 novembre 2014 (Festival international du film documentaire de Copenhague)
  -  France : 4 février 2015

## Liste des intervenants
- Brigitte Alepin (Comptable agréée, fiscaliste canadienne et experte en politiques fiscales)
- Thomas Piketty (Économiste, directeur d'études à l’École des Hautes Études en Sciences Sociales, spécialiste des inégalités sociales et économiques)
- Nicolas Colin (Inspecteur à l’Inspection Générale des Finances en France)
- Alain Deneault (Chercheur au Réseau pour la justice fiscale et professeur de sociologie)
- Daniel Lebègue (Ex conseiller du Premier Ministre français Pierre Mauroy, ex directeur de la Banque Nationale de Paris)
- Saskia Sassen (Sociologue et Professeure en Sciences Économiques)
- Stuart Fraser (Ex vice-président aux Politiques de La City of London Corporation)
- James S.Henry (Avocat et Économiste en chef de McKinsey & Co)
- Ronen Palan (Professeur de Politique Économique Internationale)
- Richard Rahn (Cayman Islands Monetary Authority, U.S. Chamber of Commerce, Cato Institute)
- Tim Ridley (Avocat, Cayman Islands Monetary Authority, Maples and Calder, GlobeOp Financial Services)
- Nicholas Shaxson (Journaliste, Spécialiste des paradis fiscaux)
- Olivier Sivieude, Olivier Payart de Fitz-James, Christophe Soucat (Direction des Vérifications Nationales et Internationales, Direction Générale des Finances Publiques)
- Père William Taylor (Pasteur anglican et Conseiller Municipal à La City Of London Corporation)
- John Christensen (Directeur de Tax Justice Network, Ex Conseiller des States of Jersey)
- Krishen Mehta (Senior Fellow de Global Justice, PricewaterhouseCoopers)
- Pascal Saint-Amans (Directeur du Centre de Politiques et d'Administration Fiscales de l'OCDE)
- David Marchant (Journaliste et Editeur de OffshoreAlert)
- Jack Blum (Avocat et Président Tax Justice Network aux États-Unis)
- Jaron Lanier (Chercheur, Informaticien,Pionnier de la réalité virtuelle)
- William Barclay (Membre du Chicago Political Economy Group, Ex vice-président de la Bourse de Chicago)
- Wallace Turbeville (Ex vice-président de Goldman Sachs)
- Lord Adair Turner (Ex président de la United Kingdom Financial Services Authority)
- Laura Mcauliffe (Artiste Graphique à Vancouver)
- Sam Holloway (Pompier à Chicago)

Ainsi que des serveurs et serveuses de bars à Dublin, les dirigeants des National United Nurses dans une manifestation en faveur de la taxe Robin des Bois à New York, et des manifestants provenant d'un peu partout dans le monde…

## Accueil critique
Le journaliste Jean-Luc Porquet juge ce documentaire « aussi solide et percutant que l'était, dans le même genre, The Corporation » et considère que son intérêt est « de nous montrer que les paradis fiscaux ne sont pas qu'une grosse filouterie un rien folklorique » mais qu'ils ont permis « l'émergence d'une richesse colossale et sauvage, qui échappe aux États ».  
Pour la journaliste Sophie Fay du Nouvel Observateur le film est "digne d'Inside Job". 
Le journaliste américain Joe Leyden de Variety parle d'un "documentaire concis, précis, parfois lisse et poli, mais à la crédibilité et à l'impact puissants". 
Serge Kaganski du journal français Les Inrockuptibles écrit : "Le Prix à Payer met le doigt bien profond dans la plaie de la fraude et de l'optimisation fiscales, deux maux, qui sont au cœur des problèmes politico-économiques".

## Autour du film
En complément du documentaire d'Harold Crooks, un jeu sous forme de plateforme interactive web a vu le jour. Le jeu hébergé par ICI Radio-Canada se nomme "Le Prix à payer : Quand l'impôt devient un jeu, faites un maximum de profits en payant le moins d'impôts possible". Il propose aux joueurs de se glisser dans la peau d'entrepreneurs qui souhaitent transformer leurs entreprises de petite taille en grandes multinationales tout en expérimentant les stratégies et optimisations fiscales de différents pays (Canada, Brésil, États-Unis, Irlande, France, Îles Caïmans, Luxembourg ou encore Hong-Kong). 

## Distinctions
- 2014 : The Toronto International Festival (TIFF)[7]
- 2014 : Vancouver International Film Festival [8]
- 2014 : CPH : DOX Copenhagen International Documentary Festival[9]
- 2014 : Festival du nouveau cinéma de Montréal[10]
- 2015 : Canada's Top Ten - Festival international du film de Toronto (TIFF)[11]
- 2015 : Meilleur documentaire canadien au Vancouver Film Critics Circle[12]
- 2015 : Belleville Downtown DocFest[13]
- 2015 : ZagrebDox Festival[14]
- 2015 : PLANETE+ Doc Film Festival Pologne
- 2015 : Salt Spring Film Festival[15]
- 2015 : Victoria Film Festival[16]
- 2015 : Wakefield International FF[17]
- 2015 : Cœur des Sciences UQAM[18]
- 2015 : Awareness Film Night [19]
- 2015 : Sofia International Film Festival[20]
- 2015 : DocuDays Ukraine[21]
- 2015 : Open City Documentary Festival London[22]
- 2015 : Crossroads Festival in Austria[23]
- 2015 : City University London, Tax Justice Network[24]
- 2015 : Vienna Institute for International Dialogue and Cooperation[25]
- 2015 : PSI / FES Global Labour Tax Summit (ILO) Switzerland[26]
- 2016 : Nomination, Meilleur film documentaire, 18e gala du cinéma québécois